# Этопозид
Этопозид — ингибитор топоизомеразы II. Является полусинтетическим производным подофиллотоксина. Оказывает цитотоксическое (не путать с цитостатическое) действие за счет повреждения ДНК.

## Фармакологическое действие
Механизм действия связан с ингибированием топоизомеразы II. Угнетает митоз, блокирует клетки в S-G2-интерфазе клеточного цикла, в более высоких дозах действует в фазе G2. Цитотоксическое действие в отношении нормальных здоровых клеток наблюдается только при использовании в высоких дозах.

## Фармакокинетика
При приеме внутрь этопозид всасывается из ЖКТ. Биодоступность в среднем составляет 50 %. Распределение в спинномозговой жидкости низкое и вариабельное; концентрация в нормальной легочной ткани выше, чем при наличии метастазов в легких; определяется близкий уровень концентраций в тканях первичных опухолей и в нормальных тканях миометрия.
Отмечена прямая корреляция между коэффициентом связывания этопозида и уровнем альбумина в плазме крови здоровых людей и пациентов с раковыми заболеваниями. Метаболизируется в печени.
Конечный T1/2 в среднем составляет 7 ч. Выводится почками — 44-60 %, с фекалиями — до 16 %, с желчью — 6 % и менее.

## Показания
Герминогенные опухоли (опухоли яичка, хориокарцинома), рак яичников, мелкоклеточный и немелкоклеточный рак легкого, лимфогранулематоз, неходжкинские лимфомы, рак желудка (для монотерапии и в составе комбинированной терапии), саркома Юинга, саркома Капоши, нейробластома, рак молочной железы (с метастазами в печень, в плевру), острый нелимфобластный лейкоз, мезотелиома.

## Режим дозирования
Устанавливают индивидуально, в зависимости от показаний и стадии заболевания, состояния системы кроветворения, схемы противоопухолевой терапии.

## Побочное действие
Со стороны системы кроветворения: лейкопения, анемия; реже — тромбоцитопения.
Со стороны пищеварительной системы: тошнота, рвота; редко — анорексия, мукозиты, диарея; при применении высоких доз — токсические реакции со стороны печени.
Со стороны ЦНС и периферической нервной системы: сонливость, повышенная утомляемость; поражение периферической нервной системы.
Со стороны обмена веществ: гиперурикемия; при применении высоких доз — метаболический ацидоз.
Со стороны сердечно-сосудистой системы: тахикардия, артериальная гипотензия.
Со стороны репродуктивной системы: азооспермия, аменорея.
Аллергические реакции: озноб, лихорадка, бронхоспазм.
Дерматологические реакции: алопеция.

## Противопоказания
Выраженная миелодепрессия, выраженные нарушения функции печени и почек, беременность, детский возраст до 2 лет, повышенная чувствительность к подофиллину или его производным.

## Беременность и лактация
Этопозид противопоказан при беременности. При необходимости применения в период лактации следует прекратить грудное вскармливание.
Во время лечения и в течение трёх месяцев после его окончания пациенткам детородного возраста необходимо применять эффективные методы контрацепции.
В экспериментальных исследованиях установлено, что этопозид оказывает тератогенное и эмбриотоксическое действие.

## Особые указания
С осторожностью применяют у пациентов с предшествующей лучевой или химиотерапией, с ветряной оспой, опоясывающим герпесом, при инфекционных поражениях слизистых оболочек, при нарушениях сердечного ритма, при повышенном риске развития инфаркта миокарда, нарушении функции печени, заболеваниях нервной системы (эпилепсия), хроническом алкоголизме, у детей старше двух лет.
При нарушении функции почек дозу уменьшают в соответствии со значениями КК.
Перед началом и на фоне проводимой терапии следует контролировать картину периферической крови.
Не рекомендуют проводить вакцинацию пациентов и членов их семей.
В экспериментальных исследованиях установлено, что этопозид оказывает мутагенное действие.
Влияние на способность к вождению автотранспорта и управлению механизмами: во время лечения следует воздерживаться от занятий, требующих повышенного внимания и быстрых психомоторных реакций.
Этопозид включен в Перечень Жизненно необходимых и важнейших лекарственных препаратов.

## Лекарственное взаимодействие
При одновременном применении с другими препаратами, вызывающими миелодепрессию возможно аддитивное угнетение функции костного мозга.
При одновременном применении с цисплатином возможно уменьшение клиренса этопозида и увеличение его токсичности.
Циклоспорин в высоких дозах может уменьшать клиренс этопозида и увеличить продолжительность его действия, при этом возможно усиление лейкопении.